# Louis Sencert
Louis Georges Sencert, né le 25 mars 1878 à Viterne (Meurthe-et-Moselle) et mort à 4 mars 1924 à Strasbourg est un médecin français, professeur de chirurgie à Nancy et à Strasbourg, pionnier de la greffe vasculaire et nerveuse, spécialiste de la chirurgie de l’œsophage.

## Aperçu biographique

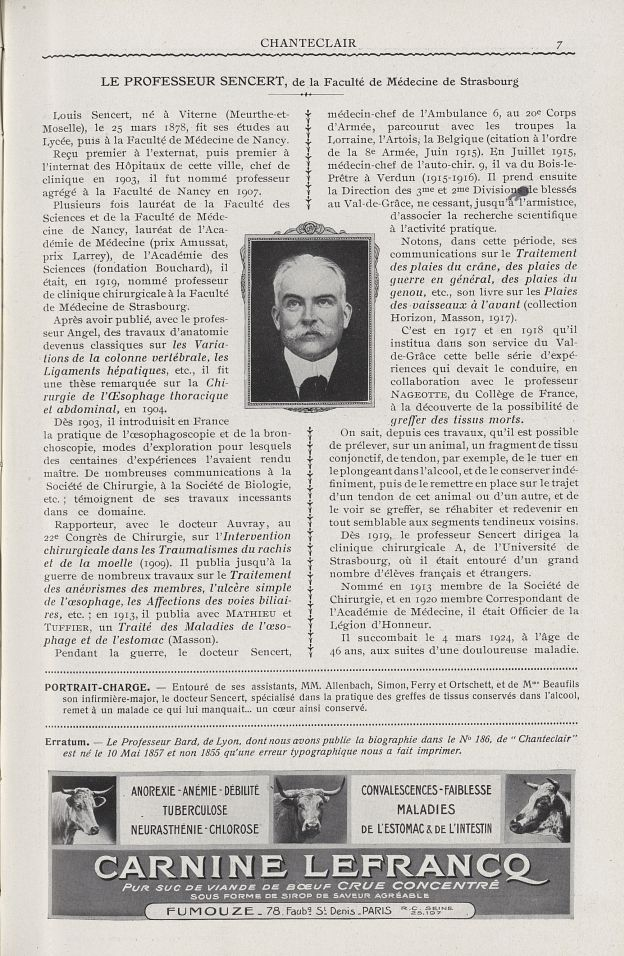
« Le Professeur Sencert de la Faculté de médecine de Strasbourg », in: Chanteclair, 1924,, p. 7. Coll. de la Bibliothèque interuniversitaire de Santé.

Il est le fils de Joseph Eugène Sencert (1847-1893) marchand de bois, un temps maire de la petite commune lorraine de Viterne (près d'un millier d'habitants en 1876). Après une brillante scolarité à Nancy, il est reçu premier au concours P.C.N., premier externe, major de l'internat, chef de clinique (1903-1906) puis professeur agrégé à la Faculté de médecine de Nancy en 1907. Il est lauréat de la faculté des sciences de médecine de Nancy et de l'Institut ("prix Amussat" - 1905 , puis plus tard "prix Larrey" - 1915). Il y a pour maîtres les professeurs Frédéric Gross et Alexis Vautrin et suit les cours de Pol Bouin et Paul Ancel. Après sa thèse, il publie une série de travaux sur la chirurgie de l'ulcère et de l’œsophage, la chirurgie vasculaire et rachidienne.
Durant la Grande Guerre, il est chirurgien au front, médecin-chef d'une ambulance du XXe corps, participant aux batailles de Morhange, Ypres, Vlamertinghe et Aubigny puis Verdun. Nommé au Val de Grâce en 1917, il y fréquente le service de Jean Nageotte qui s'intéresse à la greffe tendineuse. Georges Weiss fait appel à lui pour occuper la chaire de clinique chirurgicale. Il y adjoint un des premiers laboratoires français de chirurgie expérimentale. Il est l'un des pionniers en France de la pratique des embolectomies artérielles dès 1922.
Il laisse à son entourage le souvenir d'une intelligence aiguë, d'une « concision » et d'une « élégance ». Tous notent son exceptionnelle force de travail. 
Il est enterré dans le cimetière de son village natal.
Marié à Louise Daum, fille aînée d'Auguste Daum, et nièce d'Antonin Daum, il est le beau-frère de Léon Daum et le beau-père de Jacques Lecarme.

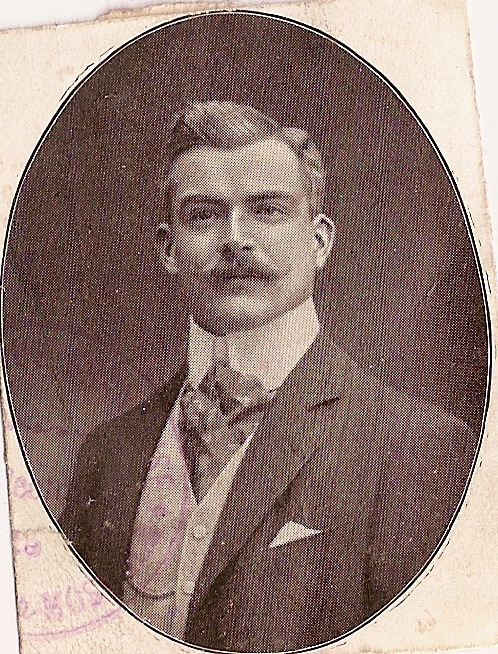
Louis Sencert vers 1910
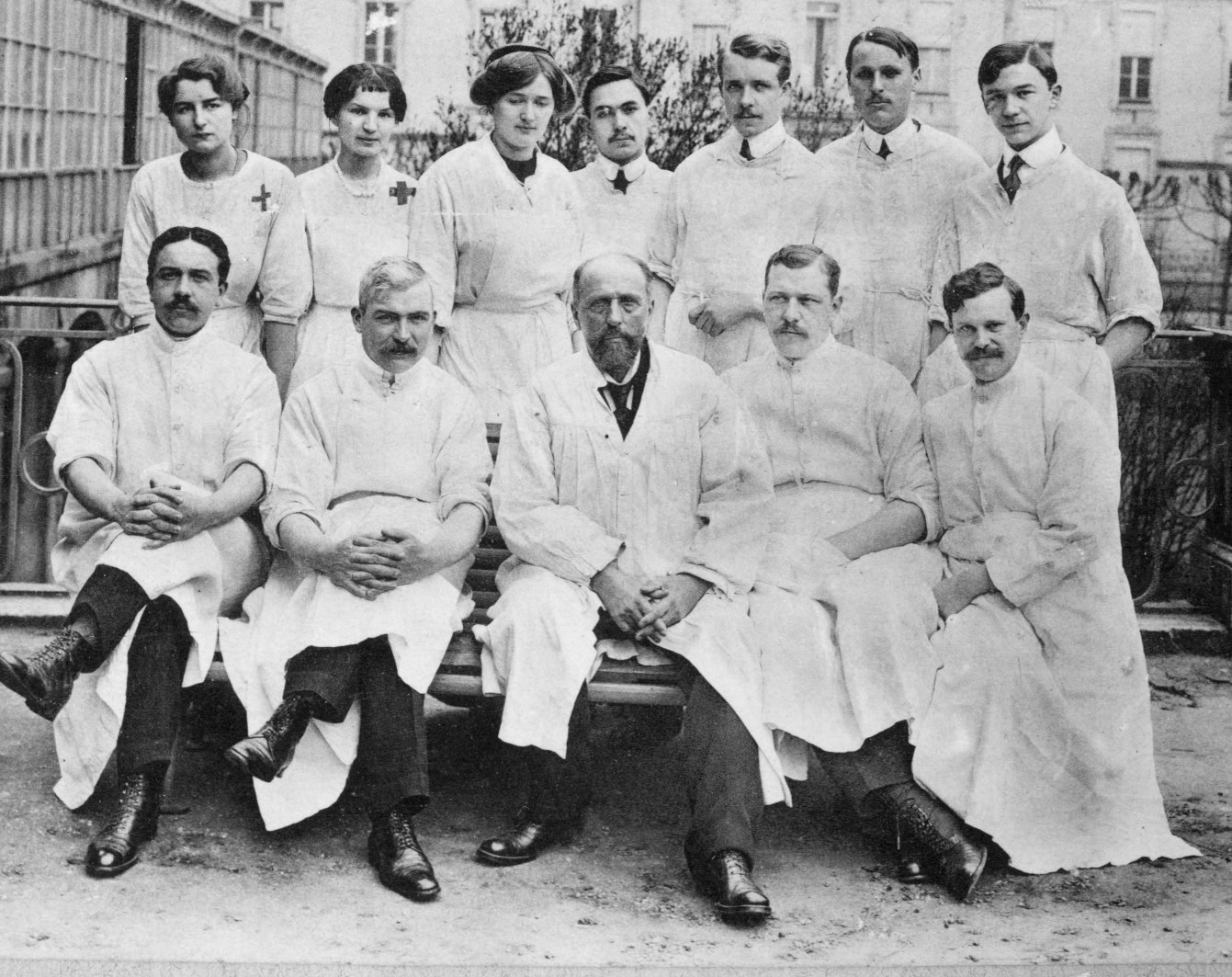
Le professeur Louis Sencert quand il était à Nancy 2e à partir de la gauche
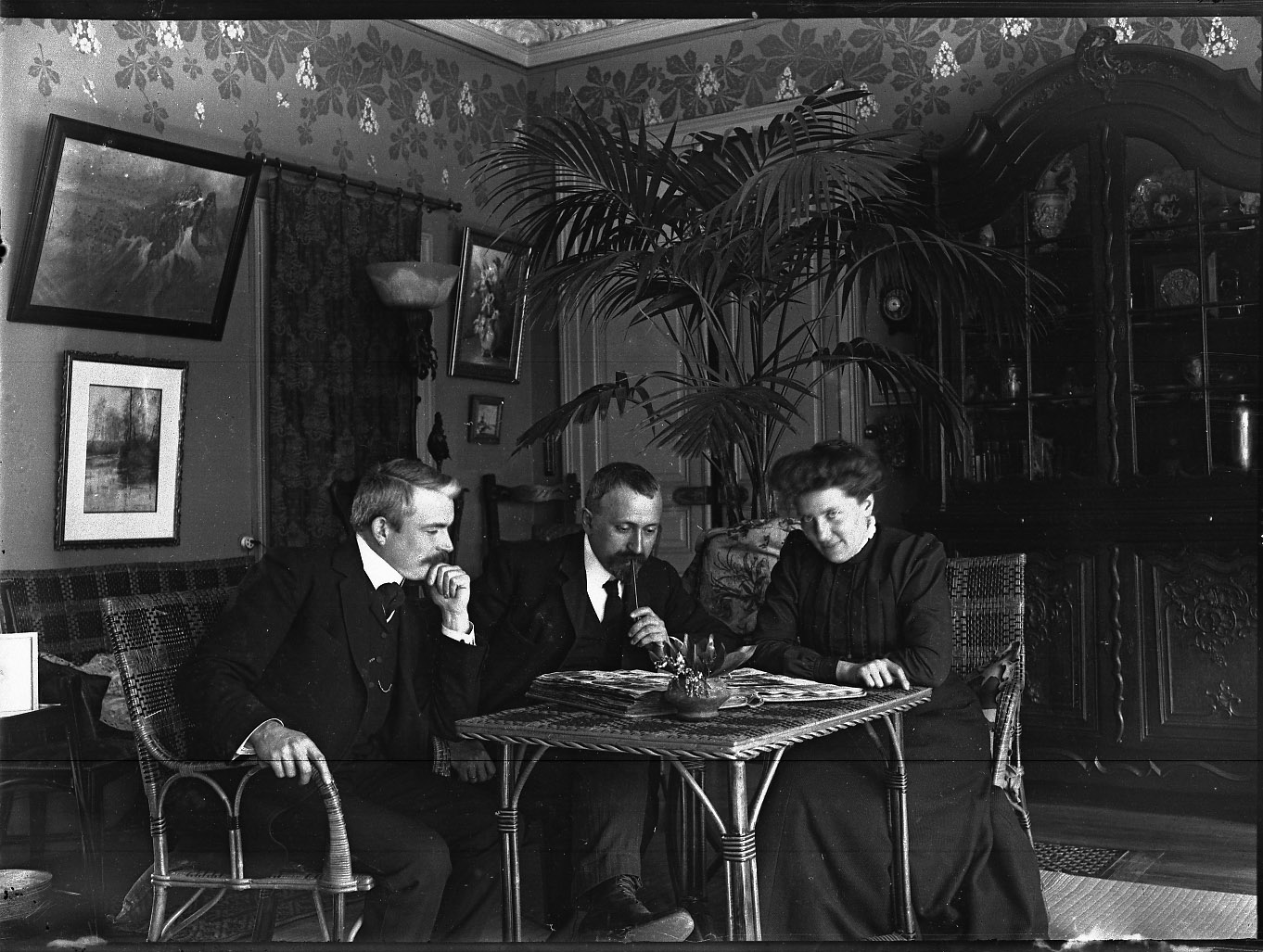
Louis Sencert avec Antonin et Marguerite Daum
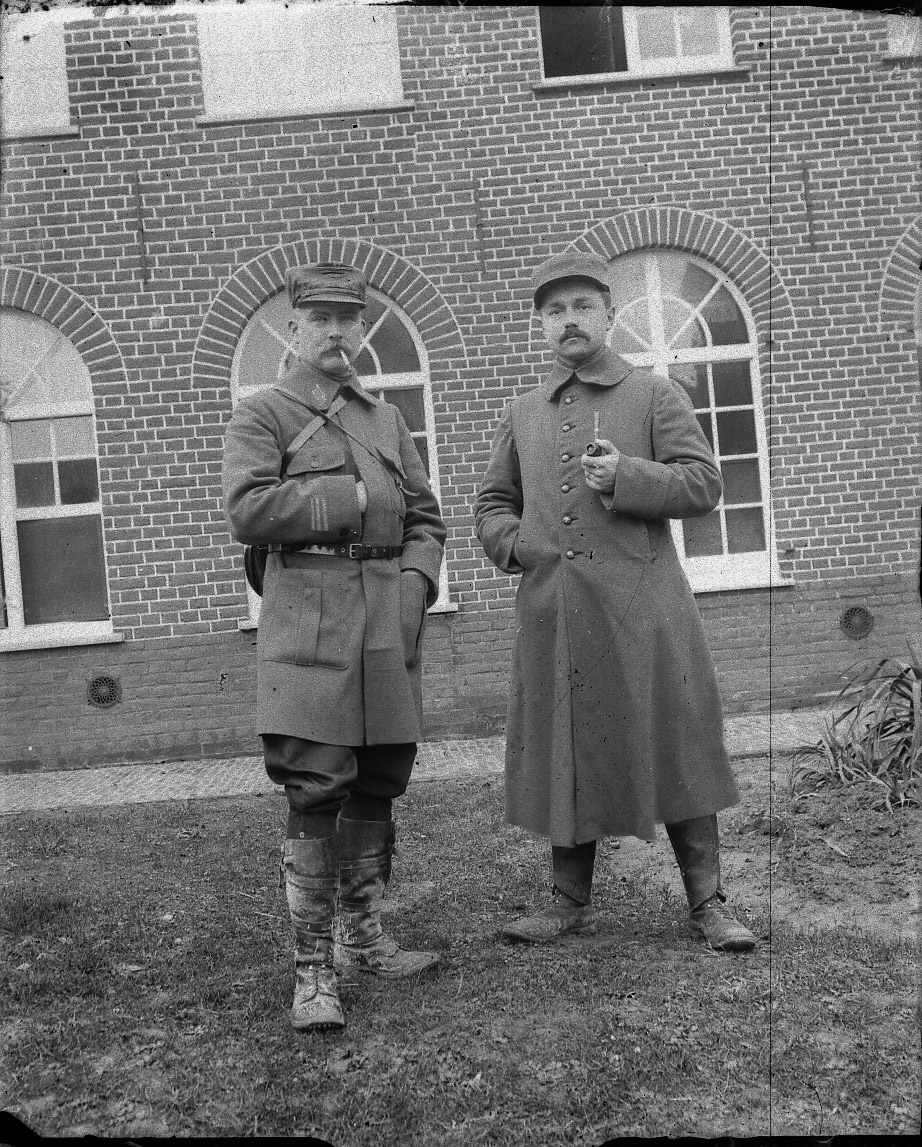
Louis Sencert en médecin major[3] pendant la première guerre mondiale
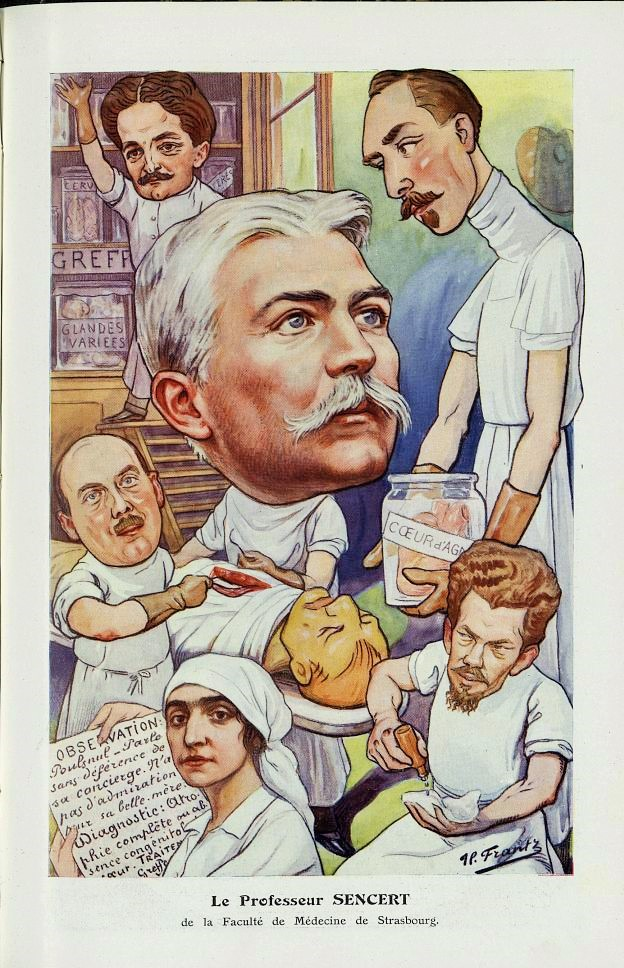
« Le Professeur Sencert de la Faculté de médecine de Strasbourg »[4].

## Titres et distinctions
- Croix de guerre 1914-1918 (8 juin 1915).
- Officier de la Légion d'honneur (2 août 1920).

## Œuvres et publications
On compte près de trois cents publications et mémoires. Il collabore à de nombreuses revues médicales et chirurgicales.
- La chirurgie de l'œsophage thoracique et abdominal, [Thèse de médecine, Nancy, 1904], Maloine (Paris), 1904, Texte intégral.
- Titres et travaux scientifiques du Dr Louis Sencert, Paris, A. Maloine, 1907, Texte intégral.
- Résumé des titres & travaux scientifiques, S.l., s.n., 1912, Texte intégral.
- Les blessures des vaisseaux, Masson (Paris), 1917, 1 vol. (226 p.) : fig., pl. ; in-16, lire en ligne sur Gallica.
- Titres et travaux scientifiques du Dr Louis Sencert candidat au titre de membre correspondant de l'Académie de médecine, S.l., s.n., 1919, Texte intégral.

En collaboration
- avec Albert Mathieu, Traité médico-chirurgical des maladies de l'estomac et de l'œsophage,	Paris, Masson et cie, 1913.